# جنات (فرنسا)
جنات هي بلدية في مقاطعة Allier في وسط فرنسا. حيث كانت غانات محافظة فرعية حتى عام 1926، ويبلغ عدد سكانها حوالي 5800 نسمة.وحيث توجد قلعة (Château de Gannat)، وفيها كنيستان إحداهما (Saint-Étienne) هي في جزء منها رومانية مع كتاب إنجيل من القرن التاسع.ويقام مهرجان ثقافات العالم في شهر يوليو من كل عام. شفيع غنات هو القديس Procule .

## التاريخ
تعود أقدم الاكتشافات في غنات، لأسلاف وحيد القرن من نهاية Oligocene وبداية العصر الميوسيني، إلى 23 مليون سنة.ويبدو أن غنات كانت مقبرة حقيقية لهذه المخلوقات، لذلك تم اكتشاف العديد من بقاياها.وكما تم العثور على أحافير للأسماك والزواحف والسلاحف والتماسيح والطيور العارية والثدييات والجرابيات وآكلات الحشرات والقوارض وآكلات اللحوم.والموقع غني بشكل خاص بوحيد القرن.حيث منذ عام 1854، وصف Duvernoy عينة باسم Acerotherium gannatense (والاسم الرسمي هو Diaceratherium lemanense).حيث تم اكتشاف الهيكل العظمي الأكثر اكتمالا لوحيد القرن في عام 1993 عندما تم اكتشاف أحافير مهمة في مقلع سيشو بواسطة عالم الحفريات فرانسوا إسكويلي (مكتشف بارز لحيوان ثديي صغير بروبوسيدي، لسلف الفيل منذ 50 مليون سنة).وكان إسكويلي وراء إنشاء جمعية راينوبوليس في عام 1994 ومؤسس إلدونيا، وهي جمعية متخصصة في تجديد الأحافير وترتبط أنشطتها بمنطقة راينوبوليس.حيث لا تزال جمعية راينوبوليس نشطة في محاجر الجانات، ومنذ التسعينيات، اكتشفت العديد من عظام وحيد القرن.
جنات هي منطقة مهمة للغاية لعلم الحفريات. كانت الدراسات التي أجريت على الحيوانات المتحجرة في أوليجوسين وأوائل الميوسين في المنطقة مهمة ليس فقط على المستوى الإقليمي ولكن في جميع أنحاء فرنسا وأوروبا ودوليًا.
و من الاحتلال البدائي إلى بناء الطريق السريع في فترة جالو رومان ، لسمح العمل حول غنات باكتشاف أعمال الكوارتز التي يعود تاريخها إلى 800000 عام.حيث كشفت الودائع في Clos de Montsala عن وجود شقوق وشظايا عظمية تشير إلى وجود صيادين منذ حوالي 300000 عام.
وهناك هيكل يتكون من كتل صغيرة من الحجر الجيري تحتوي على العديد من عظام الخيول بالإضافة إلى الأعمال الحجرية الأصلية هي البقايا الوحيدة لمجموعة صغيرة من الصيادين الذين أتوا من الشمال منذ 17000 عام.
حيث يُظهر اكتشاف الحفريات والصوامع والآبار والسيراميك والأساور المصنوعة من الزجاج البرونزي أو الأزرق والمرفقات ذات المداخل والرماد والفحم الخشبي أن المنطقة كانت مشغولة بالفعل على نطاق واسع من العصر البرونزي الأخير إلى العصر الحديدي الثاني.
وبعد مقاومة الغال في جيرجوفي وهزيمة فرسينجيتيوريكس في أليسيا عام 52 قبل الميلاد، احتل الرومان المهتمين بثروات ليماني جانات. لقد طوروا الزراعة عن طريق تجفيف التربة.
وكان الإغريق «رومانيسيد» شيئًا فشيئًا ويجد العديد من الهياكل الغالو-رومانية في الكوميونات المحيطة. حيث ازدهر الحرفيون لتلبية الطلب الروماني.و تشمل الاكتشافات من القرن الأول الميلادي ثلاثين قالبًا ومزهريات وفرنًا واثنين من برطمانات الأدوية الفخارية.حيث تم استيراد مواد البناء واستبدالها بالحرف المحلية أو المنتجات الزراعية. وتطورت المراكز الحضرية، وكذلك الطرق، التي تربط كليرمونت بمينات وبيوزات وفيشي وجانات وبيج وشانتيل.

## الوصول والمواصلات
غانات تقع على D2009 (الطريق الوطني 9 سابقًا) بين Moulins وClermont-Ferrand)، D2209 إلى Vichy و D998 إلى Néris-les-Bains .حيث تقع على بعد 18 كيلومترًا غرب فيشي و 43 كيلومترًا شمال كليرمون فيران.
وترتبط غانات بالطريق السريع A71 بواسطة 24 كم طويل A719 autoroute .
ويخدم غانات من قبل Montluçon - Lapeyrouse وClermont-Ferrand إلى خطوط سكة حديد ليون وبوردو (حتى عام 2008).

## أشهر الأماكن
- كنيسة سانت كروا جاليكان
- كنيسة سانت إتيان الرومانية
- Château de Gannat (قلعة، كانت تستخدم كسجن خلال نظام فيشي، وهي الآن متحف)
- لو مونت ليبر: موقع للعديد من آثار ما قبل التاريخ، معروضة الآن في متحف غانات La * Chapel في Butte de غانات: موقع محمي لنباتاته

## شخصيات
- بيير روش جوريان دي لا جرافير، 1772-1849، ضابط بحري
- جان كولون: 1853-1923، نحت
- ساندرين بونير: ممثلة فرنسية
- جان مارك ليرميت: لاعب الرجبي، لاعب دولي سابق ولاعب لنادي إيه إس إم كليرمونت أوفيرني والآن مدير النادي
- جان روش: مؤسس مهرجان "Festival Des Cultures Du Monde".
- بيير فرانسوا ساوريه دي لا بوري: général d'empire
- فرانسوا اسكيلي: عالم الحفريات، مؤسس راينوبوليس
- جوزيف هينكين (1748–1837): سياسي
- المونسنيور فرانسوا دي فونتانج (1744-1806): أسقف نانسي من 1783 إلى 1787، رئيس أساقفة بورجيه من 1787 إلى 1788، رئيس أساقفة تولوز من 1788 إلى 1801، رئيس أساقفة أوتون من 1802 إلى 1806.
- فيكتور فونتوينونت (1880–1958)، الهيليني.